# Achelia adelpha
Achelia adelpha là một loài nhện biển trong họ Ammotheidae. Nó được miêu tả vào năm 1970 bởi Child.